# 少林寺流空手道錬心舘
少林寺流空手道錬心舘（しょうりんじりゅうからてどうれんしんかん）は鹿児島県に総本山を置く空手道の流派及び空手団体。空手道の流派の分類としては伝統派空手に分類される。
略称としては「少林寺流」や「錬心舘」とも呼称される。

## 概要
流名は1955年（昭和30年）に島袋善良（沖縄）、仲里常延（沖縄）、保勇（鹿児島）の三名が合意の下、空手道の源流は中国少林寺であるとのことから、喜屋武朝徳の道統を「少林寺流」と命名した。
島袋善良は当初、少林寺流であったが、その後、中部少林流「聖武館」となり、仲里常延は少林寺流「求道館」と道場名を名乗り、本項目の「錬心舘」は1955年（昭和30年）11月8日に鹿児島県鹿児島市高麗町に初代宗家保勇が「少林寺流空手研究会錬心館（現在の錬心舘）」として設立したものである。
海外においては貧困国にも第二代宗家保巖が訪れて空手の指導を行うとともに、学校建設等の社会貢献活動を行っていた。
初代宗家保勇十段範士が現役の時代は全日本空手道連盟（旧）から脱退後は他流派との交わりを禁止しており、現在も一流一派を継承している。2000年（平成12年）5月31日に初代宗家保勇が死去して第二代宗家を保巖が襲名したが、2016年（平成28年）11月29日に保巖の死去（享年69歳）にともない、第三代宗家は保勇三が襲名した。総本山は鹿児島県日置市伊集院町下谷口にある。
支部は、国内外に約1000支部所在する。海外では中華民国（台湾）に6支部、アメリカ合衆国に30支部、フィリピンに3支部、インドネシアに15支部、プエルトリコに10支部、ドミニカ共和国に150支部、フィンランドに8支部ありその他にイギリス、スウェーデン、ロシア連邦、メキシコ、ブラジル、パナマなどに所在している一。
発行する一門の機関紙は『拳友時報』である。

## 沿革
- 1955年（昭和30年）11月8日 - 初代宗家保勇が鹿児島市高麗町に少林寺流空手研究会錬心館道場（後の「道統少林寺流錬心舘空手道」）を開設する。
- 1959年（昭和34年）- 熊本県で開催された全日本拳法空手道九州連盟（千唐流・千歳剛直）主催の第一回九州空手道選手権大会に参加。錬心舘においては初の他流派の大会出場となった。結果は団体戦優勝であったが、個人戦に於いて、「後ろ回し蹴り」、「螺旋（らせん）手刀打ち」などのダイナミックな技は無効扱いとなったのに憤慨した保勇は、錬心舘選手団を率いて試合会場から出ていったという[4]
- 1960年（昭和35年）1月 - 全日本空手道連盟（旧）理事の初代宗家、保勇が沖縄を訪問。沖縄地区特別本部結成にあたり、その仲立ちを務め連盟中央本部より表彰される。
- 1962年（昭和37年）5月 - 錬心舘一門の機関紙「拳友時報」を創刊。
- 1962年（昭和37年）7月 - 鹿児島県空手道連盟を結成。第1回鹿児島県空手道選手権大会を開催。
- 1963年（昭和38年）7月 - 鹿児島県日置市伊集院町下谷口拳士ヶ丘に総本山を開山。
- 1963年（昭和38年）10月 - 西日本空手道連盟を結成し会長に就任。
- 1964年（昭和39年）9月 - 全国空手界に先がけ、鹿児島県空手道連盟を県体育協会に加盟。
- 1964年（昭和39年）12月 - 総本山拳士ヶ丘に物故拳士を慰霊する「拳士の塔」が建立される。
- 1965年（昭和40年）12月 - 初代宗家、保勇が当時は「竹のカーテン」といわれ、日本と国交がなかった（「日中国交正常化」は1972年）中華人民共和国の中国武術界から招聘を受けて、戦後、武道家として初めて中国を訪問。約40日間にわたり広州、長沙、北京、西安、延安、杭州、上海において日本空手道を公開するとともに中国武術界の最高峰、王子平をはじめ全国武術総会副主席の張文広との会見など中国武術各派と交流。この時は錬心舘師範の池亀虎夫や、後に錬心舘から独立した池田奉秀（「常心門」綜師範）の2名も随行した。[5]
- 1967年（昭和42年）8月 - 第1回少林寺流全国空手道選手権大会を鹿児島市にて開催。
- 1968年（昭和43年）10月27日 - 国民体育大会への参加をめざして、各流各派が参加した第1回全国都道府県空手道選手権大会（主催：全国都道府県空手道連盟、主管：群馬県空手道連盟、後援：全日本空手道連盟・会長笹川良一）が群馬県前橋市県スポーツセンターで開催され、少林寺流錬心舘・保勇を団長とする鹿児島県空手道連盟選手団が防具の部で優勝、無防具の部で準優勝[6]。大会規約には「本大会の審判長は次の開催県の代表がなる」とあり、次年度は鹿児島県での開催が決定していたため本大会の審判長は保勇が務めたが、視察に来ていた中央の空手界の役員が少林寺流錬心舘で編成された鹿児島県チームが防具付き組手試合で見せた「後ろ回し蹴り」、「逆風足刀蹴り」、「半飛び足刀蹴り」等のダイナミックな組手技に驚き、次年度の開催を棚上げにして事実上、第2回大会を中止することとなった。
- 1987年（昭和62年）10月 - 新しく開発した軽量防具を統一公式防具に指定。
- 2000年（平成12年）5月31日 - 初代宗家、保勇が永眠[7][8]。同年、長男の保巖が第二代宗家を襲名。
- 2005年（平成17年）7月 - 第1回国際親善大会を開催（鹿児島アリーナ）。
- 2010年（平成22年）8月 - 第2回国際親善大会を開催（鹿児島アリーナ）。
- 2015年（平成27年）8月 - 第3回国際親善大会を開催 （台湾台中市・中興大学体育館）。
- 2016年（平成28年）11月29日 - 第二代宗家、保巖が永眠。
- 2017年（平成29年）2月 - 第三代宗家に保勇三が就任。
- 2017年（平成29年）2月 ‐ 一般社団法人全日本少林寺流空手道連盟設立、会長は第三代宗家の補佐役として錬心舘広島県連会長が就任。
- 2019年（令和元年）4月 -  保勇開祖生誕百年記念 足跡を辿る奄美大島-沖縄県ツアー開催。開祖と親交があった沖縄拳法空手道重鎮との交流も実現。
- 2020年（令和2年）12月 - 第三代宗家が全国大会にて長年演じてきた少林金剛杖術（方円流杖術）の基本（役行者初伝）を師範研修会で初指導、幅広い世代への普及発展を促す。
- 2020年から2022年の約2.5年間、新型コロナウイルス感染症の拡大に伴い活動を自粛。会員数減少と経営難に直面する。
- 2023年(令和5年)5月5日 - 錬心舘と一般社団法人全日本少林寺流空手道連盟決別[要出典]　同5月21日錬心舘総本山内の法人事務所より法人名義の帳簿、金庫、現金、通帳（第三代宗家就任時の祝金1,500万円含）、事務機器、ホームページiDなど、第三代宗家個人保有の錬心舘総本山の土地建物以外、法人側が引き揚げる。
- https://renshinkan-karatedo.localinfo.jp/pages/7443001/static
- 2023年（令和5年） 11月3日、錬心舘は沖縄空手会館にて第51回全国錬心舘空手道大会兼故・本間貴文沖縄県本部長追悼大会を、法人は7月30日に東広島市運動公園アクアパークにて第51回全国空手道選手権大会を開催。
- 2023年（令和5年）11月 - 法人が商標登録上の所在地を小松原に変更。呼称を一般社団法人全日本少林寺流空手道連盟錬心舘に改称、（一社）錬心舘として錬心舘とは別の道を歩み出す。以降、（一社）錬心舘の記載は割愛。なお、全日本少林寺流空手道連盟の会長には第三代宗家保勇三が就任。
- 2023年（令和5年）12月10日 - 第1回棒術競技会を開催。（錬心舘総本山）。
- 2024年（令和6年）3月、イングランド、6月、フィンランドにてフランス、プエルトリコ、アメリカ、フィンランド、スウェーデン、ウクライナなど錬心舘一門との交流会と宗家講習会を開催。二代目の足跡を辿る。
- 2024年（令和6年）8月13日 - 神戸開催の第52回全国大会にて、「クラス美」と称したシニアクラスの種目を新設。

## 歴代宗家
| 代 | 氏名                      | 號         | 在任期間                                               | 段位・称号 |
| -- | ------------------------- | ---------- | ------------------------------------------------------ | ---------- |
| 初 | 保 勇（たもつ いさむ）    | 少林寺守門 | 1955年（昭和30年）11月8日 - 2000年（平成12年）5月31日  | 十段範士   |
| 2  | 保 巖（たもつ いわお）    | 少林寺守正 | 2000年（平成12年）5月31日 - 2016年（平成28年）11月29日 | 十段範士   |
| 3  | 保勇三（たもつ ゆうぞう） | 少林寺守清 | 2016年（平成28年）11月29日 -                           | 十段範士   |

## テーマ
第二代宗家保巖が書道、絵画、写真など芸術方面にも広い親しみを見せることもあり、流派創立50周年を数える2010年（平成22年）から2016年（平成28年）まで墨書による自筆にて流派のテーマとなる漢字一文字を発表した。
- 2010年（平成22年） - 「絆」
- 2011年（平成23年） - 「志」
- 2012年（平成24年） - 「心」
- 2013年（平成25年） - 「誠」
- 2014年（平成26年） - 「義」
- 2015年（平成27年） - 「和」
- 2016年（平成28年） - 「礎」

## 型
錬心舘では他の空手道で呼称されている「形」ではなく「型」と呼称しており、少林寺流正流七法と呼ばれる以下の七つの型を修行する。
- 南光（アーナンクー）
- 汪輯（ワンシュウ）
- 半月（セイサン）
- 鎮東（チントウ）
- 五十四歩（ゴジュウシホ）
- 抜塞（バッサイ）
- 公相君（クーシャンクー）

## 試合

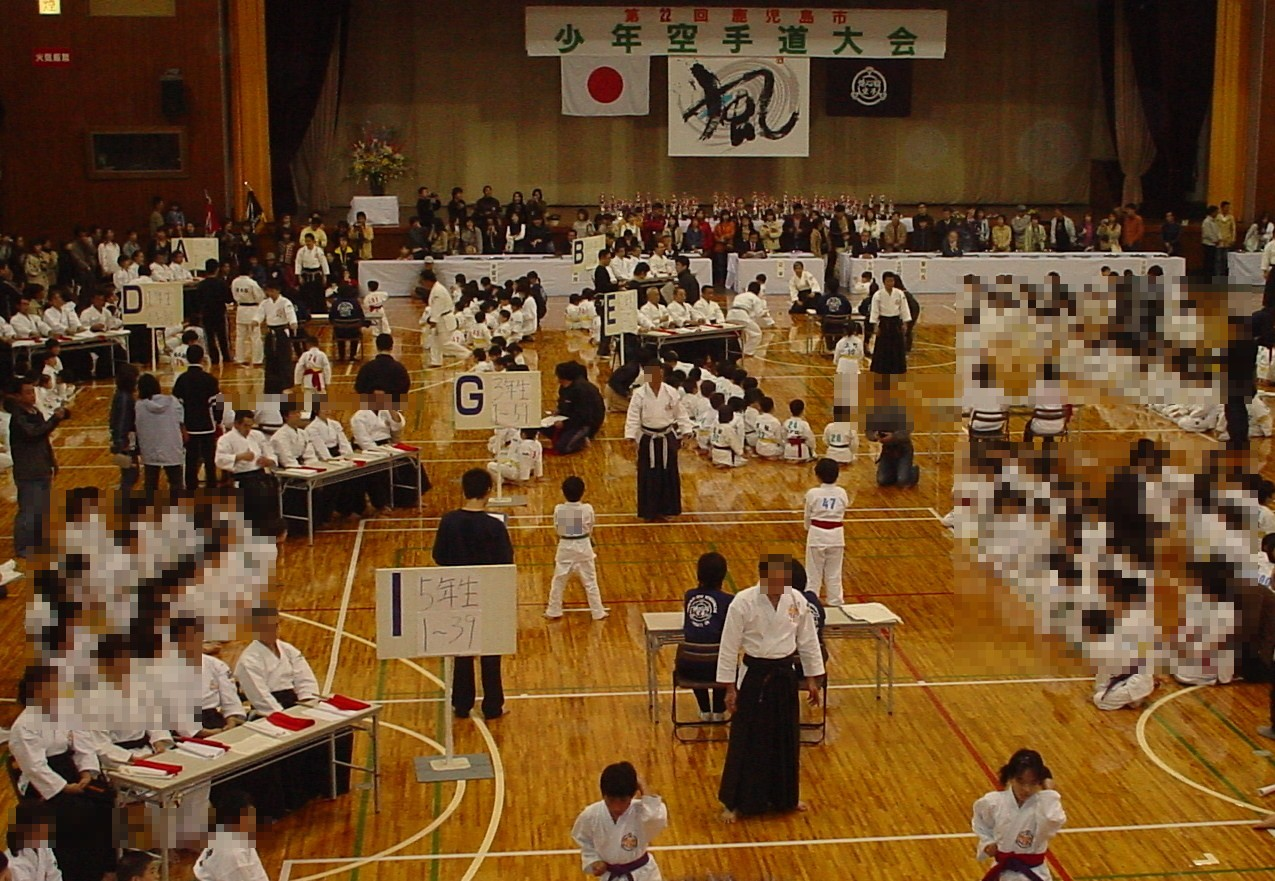
2004年の鹿児島市少年空手道大会の様子。審判員は袴姿である

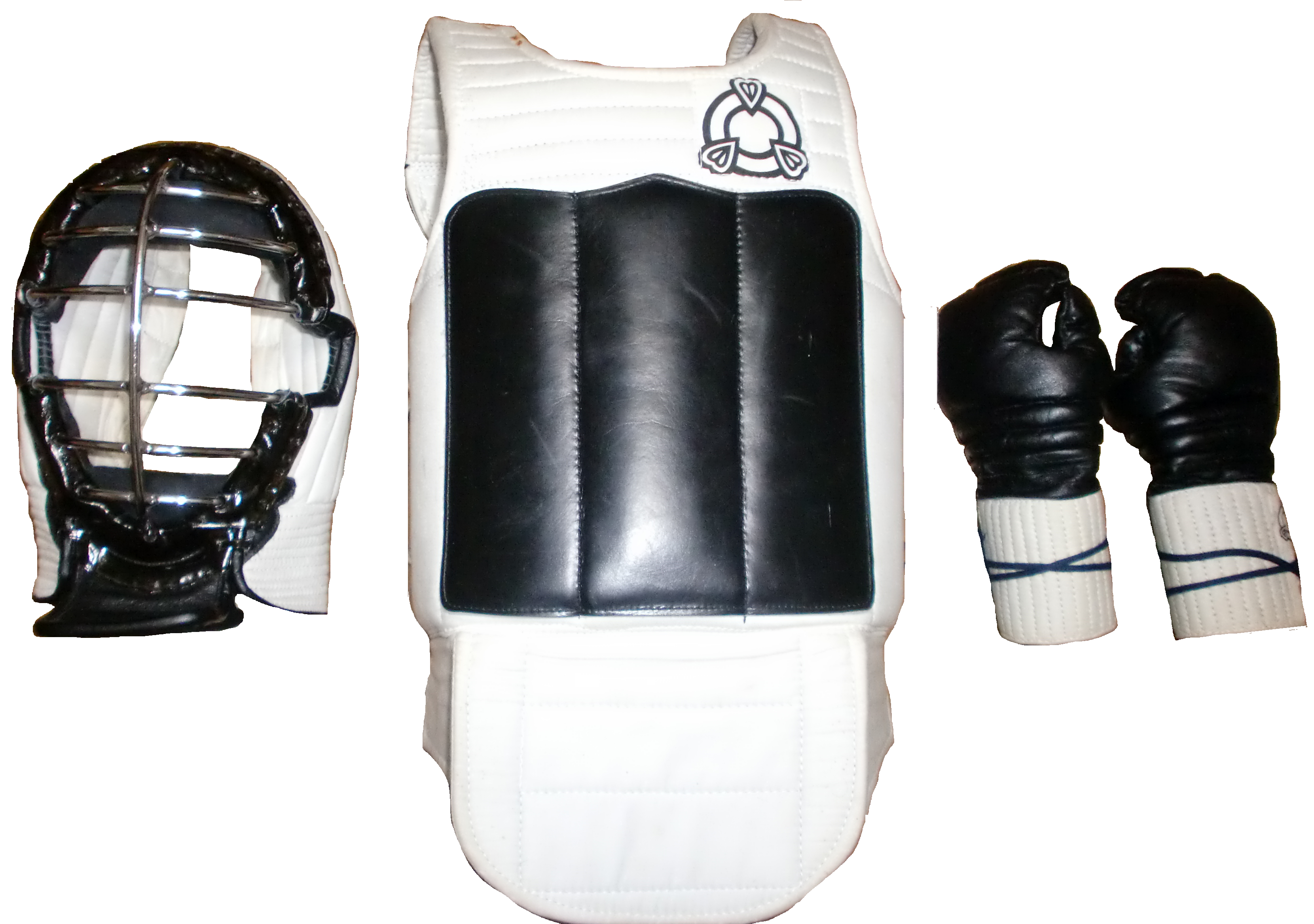
錬心舘で使用される指定防具。防具付き空手の中では最も古いタイプである。
左より面、胴、小手。

試合は型による試合と、組手による試合がある。高校生以上で少年初段を除く有段者以外の者は規則により組手の試合に出場することができない。保勇は旧来の沖縄の型至上主義を打破し、試合化を促進したが、一方で組手偏重を戒め、終生、型の重要性を説いてやまなかった。
試合においては審判員は一般的な空手団体と異なり、日本発祥の武道という立場から、洋装ではなく袴姿で行われる。なお審判団は副審4名、主審1名で判定が行われ、副審の判定が2対2で割れた場合、主審の判定により勝敗が決まる。

### 組手
錬心舘は、一貫して防具着用の組手を実施している。これは人命尊重の見地からであり保勇の「自他を傷つけて何の武道ぞ」の基本理念による。空手防具はかつて既製品を自由に使っていたが、全日本空手道連盟錬武会などで広く使われていたカラテクターや自衛隊の徒手格闘術、警察の逮捕術で使われている防具を改良して、錬心舘独自の指定防具を採用しており、見た目は剣道の防具によく似ている。
錬心舘は青少年の健全育成の立場から成長期の組手は有害であるとし、中学生までは型や約束組手の稽古のみを行い、大会でも型試合のみ行う。高校生になって初めて組手の試合が許可されるが、型の名手は組手の名手と言われるように、型での上位者は組手でも優秀な成績を上げる選手が多い。組手スタイルは伝統派に近いが、初代宗家の保勇が編み出した後ろ回し蹴り、連続回し蹴り、二段回転蹴り、逆風足刀蹴り、足刀くの字飛び、螺旋（らせん）手刀打ち、半飛び足刀蹴りなど。は他流派に比べると錬心舘独特の組手技術であり、変則的な構えから突き、蹴り、打ちの双方に遠心力を利用した回転技、飛び技が多用されることが特徴である。

## 級段位・色帯・称号
錬心舘は昇級・昇段試験で昇級・昇段を許可されると以下のように色帯及び級・段位及び称号が変わる。基本的に1色で2級ずつとなっており、初段（中学生以下の場合は少年初段）以上は全て黒帯となっている。
| 段級位   | 帯の色 | 称号 |
| -------- | ------ | ---- |
| 十段     | 黒     | 範士 |
| 九段     | 黒     | 範士 |
| 八段     | 黒     | 範士 |
| 七段     | 黒     | 教士 |
| 六段     | 黒     | 教士 |
| 五段     | 黒     | 錬士 |
| 四段     | 黒     | 錬士 |
| 三段     | 黒     |      |
| 弐段     | 黒     |      |
| 初段     | 黒     |      |
| 少年初段 | 黒     |      |
| 一級     | 茶     |      |
| 二級     | 茶     |      |
| 三級     | 紫     |      |
| 四級     | 紫     |      |
| 五級     | 緑     |      |
| 六級     | 緑     |      |
| 七級     | 黄     |      |
| 八級     | 黄     |      |
| 入門者   | 白     |      |